# Retaule de donya María de Aragón
Retaule de donya María de Aragón és la denominació historiogràfica d'un retaule encarregat a El Greco per a l'església del Colegio de la Encarnación de Madrid (també anomenat Colegio de doña María de Aragón). Va ésser realitzar entre els anys 1596 i 1599.
Tot i que s'ha especulat molt sobre les pintures que componien aquest retaule, actualment hi ha força consens en que estava format per sis llenços de mida gran, i un setè desaparegut, que hauria estat en l'àtic de l'estructura. Cinc d'aquests quadres es conserven en el Museu del Prado, i el sisé en el Museo Nacional de Arte de Rumanía, a Bucarest.

## Història del retaule

### Donya María de Aragón
El nom popular del retaule es refereix a María de Córdoba y Aragón (1539-setembre de 1593), filla de don Álvaro de Córdoba, cavallerís major de Felip II. Donya María, dama de la reina Anna d'Àustria i de la infanta Isabel Clara Eugènia, va romandre soltera tota la vida a causa d'un vot particular de castedat i sempre s'havia consagrat a obres benèfiques. Quan va sentir que arribava la fi dels seus dies, va voler erigir un establiment per al seu enterrament on "no tenga fin la memoria de mi nombre". Que aquest lloc fos un seminari i no un monestir, sembla que va ser a causa de la influència d'Alonso de Orozco, qui des d'un principi va estar associat al projecte.

### L'edifici
El gener de 1581 Felip II va donar a donya Maria de Aragón un terrenys propers a l'antiga Fuente de Leganitos, a Madrid. Les obres de Col·legi i la seva església es van començar segons plànols de Juan de Valencia, modificats posteriorment per Francisco de Mora. Sembla que les obres van començar l'any 1590 però l'església principal no va ser consagrada fins a l'any 1599, i la casa conventual l'any 1601.
El col·legi va quedar pràcticamet destruït durant la Guerra del Francès. Es va tancar l'any 1808 o 1809, perquè segons dos decrets de Josep Bonaparte es va reduir el nombre de convents i posteriorment es van eliminar les ordes religioses. L'edifici esdevingué Salón de Cortes l'any 1814 i entre 1820 i 1823, periode en qual el retaule va romandre desmuntat. Tot i que des de l'any 1823 va recuperar la funció d'església, sembla que només es va muntar el llenç central de l'Anunciació. L'any 1835 esdevingué altra vegada la seu d'una institució política: l'Estamento de Próceres, institució que posteriorment esdevingué Senat, funció que s'ha mantingut fins a l'actualitat.

### El retaule
Tot i que no es conserva el contracte original, un poder atorgat a Francisco Preboste el 20 de desembre de 1596 permet saber el Greco va rebre l'encàrrec del Consell de Castella de tenir el retaule "hecho y acavado, puesto y asentado en el dicho Colegio...para el día de Navidad del año venidero de quinientos e noventa y nueve". El treball comprenia no només els llenços, sinó també l'arquitectura del retaule i, probablement, algunes escultures. El pagament es realitzaria per taxació una vegada acabada l'obra, tot i que l'artista va rebre diversos avançaments durant la seva realització. El 12 de juliol de 1600 un carreter anomenat Luís Hernández va traslladar el retaule des de Toledo a Madrid, que degué instal·lar-se poc després. La taxació fou realitzada per Juan Pantoja de la Cruz per part del Col·legi, i per Bartolomé Carducho per part d'El Greco. El resultat de la taxació va ser molt elevat, el preu més alt que El Greco va assolir en la seva vida: 63.500 rals espanyols o sigui, gairebé 6.000 ducats.
No hi ha documentació ni del nombre de llenços que formaven el retaule, ni de la seva estructura, ni de la seva temàtica. J.A. Ceán Bermúdez, dos segles després, va informar que els llenços tractaven sobre la vida de Crist. L'arquitectura en fusta del retaule, amb tota seguretat, no va sobreviure a la guerra, i els llenços van sofrir una primera dispersió.
El conjunt de pintures degué ser traslladat l'any 1813 al convent agustí de San Felipe el Real i a la Casa de la Inquisición. Posteriorment, a la Reial Acadèmia de Belles Arts de San Fernando, i d'allí al Museo de la Trinidad, creat amb obres d'art requisades en virtut de la llei de la desamortització. Aquest museu es va fusionar l'any 1872 amb el Museu del Prado, on van acabar cinc llenços del retaule. Potser durant aquests trasllats es va perdre l'arquitectura en fusta i les estàtues del retaule. El sisè llenç, L'Adoració dels pastors, va ser venut i des de l'any 1948 foma part del Museu Nacional d'Art de Romania.

## Conjectures sobre els llenços que havien format part del retaule
La manca de documents sobre l'encàrrec fet al mestre cretenc ha originat diverses hipòtesis sobre el nombre de llenços i llur temàtica. L'any 1908 M. B. Cossío va assenyalar la relació entre El Baptisme de Crist, la Crucifixió de Crist, La Resurrecció i L'Anunciació. Segons aquest autor, l'Anunciació i el Baptisme ocuparíen els retaules laterals.
L'any 1931, August L. Mayer va proposar la relació dels esmentats quadres amb La Pentecosta i L'Adoració dels pastors. L'any 1943, Manuel Gómez-Moreno va conjecturar un retaule reticular formar per aquestes sis obres, tot i que sense argumentar-ho. Aquesta hipòtesi es va considerar versemblant per força estudiosos, tot i que, per alguns especialistes, La Resurrecció i La Pentecosta corresponen a formulacions estilístiques diferents.
Els retaules laterals de l'església estaven ocupats per pintures de Pantoja de la Cruz, segons Antonio Ponz, i tant aquest autor com Palomino i J.A. Ceán Bermúdez es refereixen únicament a l'altar major com a obra d'El Greco. Molt probablement, L'Anunciació degué ésser el quadre central del retaule major, ja que el Col·legi estava dedicat a l'Encarnació. Segons Harold Wethey, tant La Crucifixió com La Pentecosta no van formar part d'aquest retaule, a causa de llur dissimilitud d'estil. A més, la disposició d'un gran retaule -format per un bancal i un cos superior amb tres grans llenços en cadascun- era improbable, llevat que fos en un edifici de grans proporcions, que no era el cas del Colegio de la Encarnación.